# Бертхолд IV фон Нойфен-Марщетен-Грайзбах
Бертхолд IV (V) фон Нойфен-Марщетен-Грайзбах (на немски: Berthold IV (V) von Neuffen Graf von Graisbach und Marstetten; Berthold II Marstetten; * 1304; † 3 април/8 юни 1342) от швабския род Нойфен е граф на Марщетен (при Айтрах)-Грайзбах и Нойфен. Той е един от най-важните съветници на император Лудвиг IV Баварски.

## Произход
Той е единственият син на граф Албрехт III фон Нойфен-Марщетен-Грайзбах († 1306) и съпругата му Елизабет фон Грайзбах († сл. 1316), дъщеря на Бертхолд II фон Грайзбах († пр. 1291) и графиня Елизабет фон Хиршберг/Хенеберг-Ашах († 1291). Внук е на граф Бертолд III фон Нойфен-Марщетен († сл. 1268/1274) и графиня Рихца/Рихица фон Калв-Льовенщайн († сл. 1294), дъщеря на граф Готфрид III фон Калв-Льовенщайн († сл. 1277) и Кунигунда фон Хоенлое-Романя († сл. 1253). Той има осем сестри.

## Фамилия
Първи брак: пр. 1 февруари 1326 г. с графиня Елизабет фон Труендинген († 25 май/27 октомври 1331), дъщеря на граф Улрих фон Труендинген († 1310/1311) и графиня Имагина фон Изенбург-Лимбург († 1335/1337). Елизабет фон Труендинген е внучка на граф Фридрих II фон Труендинген († 1290) и графиня Агнес фон Вюртемберг († 1305). Те имат децата:
- Елизабет фон Нойфен (* пр. 1373; † сл. 1392)
- Готфрид фон Нойфен († сл. 1345)
- Анна фон Нойфен (* ок. юли 1327; † 17 октомври 1380), омъжена 1360 г. за баварския херцог Фридрих († 1393), син на херцог Стефан II от Бавария († 1375) и Елизабета Сицилианска († 1349); има една дъщеря:
  - Елизабета Баварска (1361 – 1382), омъжена сл. 1367 г. за Марко Висконти (1353 – 1382)
- Маргарета фон Нойфен († 1403)

Втори брак: пр. 27 октомври 1331 г. с Елизабет Шпет фон Щайнхарт († пр. 1336), дъщеря на Хайнрих Шпет фон Щайнхарт († 1304/1313) и втората му съпруга Маргарета фон Хахалтинген († 1273/1281). Съпругата му Елизабет Шпет фон Щайнхарт е сестра на Фридрих, епископ на Аугсбург (1309 – 1331), и на Херман Шпет фон Щайнхарт († сл. 1339), женен за нейна сестра. Бракът е бездетен.
Трети брак: на 24 септември 1336 г. във Фрайзинг с за Агнес фон Нюрнберг (* пр. 1326; † сл. 6 октомври 1363), дъщеря на бургграф Фридрих IV фон Цолерн-Нюрнберг († 1332) и принцеса Маргарета от Каринтия († 1348). Бракът е бездетен. Вдовицата му Агнес се омъжва втори път пр. 5 юли 1344 г. за граф Албрехт II фон Верденберг-Хайлигенберг († 1371/1373).
Бертхолд IV (V) фон Нойфен-Марщетен-Грайзбах има и един син:
- Конрад фон Вайсенхорн († сл. 1378)

## Галерия
- Гербът на Графство Марщетен
- Руина от замък Марщетен при Айтрах
- Замъкът Грайзбах през 16 век